# Chiesa di San Rocco (Cerveteri)
La chiesa dei santi Rocco e Sebastiano, meglio conosciuta come San Rocco, era una chiesa di Cerveteri, sita nell'omonima via. Venne demolita a seguito di abbandono e di instabilità nel XX secolo.

## Storia e Descrizione
Inizialmente sorgevano due cappelle distinte, la cappella di San Rocco, sul sito della futura chiesa, e quella di San Sebastiano, sul futuro sito dell'ospedale. Delle due chiese se ne fece una soltanto poiché la cappella di San Sebastiano venne profanata.
La chiesa era ad un'unica navata ampiamente voltata e con un piccolo campanile sulla destra. La facciata era barocca con un gran finestrone sul fronte. Fu fatta costruire dalla confraternita di San Rocco, oggi Confraternita del Santissimo Sacramento (Cerveteri), nel 1633, in riconoscimento ai santi Rocco e Sebastiano per aver salvato Cerveteri dalla Peste. La prima notizia compare nell'anno 1660. Dall'anno seguente, però, la chiesa risulta già diroccata e incendiata. Annesso alla chiesa vi era un ospedale (attuale pub Quintet), dove sorgeva una cappella del s.Sepolcriis, dedicata a San Sebastiano. Dal 1687 la cappella e l'ospedale divennero rifugio di pastori e invasi dai corpi dei defunti. Nel 1691 fu restaurato il campanile, mentre nel 1736 le due cappelle vengono considerate un'unica chiesa. Nel 1753 non si officia per mancanza delle suppellettili, le pareti sono intonacate e nel pavimento vengono sepolti i morti. Un altro intervento avviene tra il 1815 e il 1826, quando si restaurano mura, tetto e infissi.
La chiesa, all'interno dell'unica navata, aveva un solo altare, con dipinti nell'abside la figura di un pontefice in gloria tra i santi Rocco e Sebastiano. Ai lati della chiesa invece sorgevano affreschi che narravano le storie dei santi Rocco e Sebastiano, i cui bozzetti preparatori, alcuni eseguiti da Rosso Fiorentino, sono attualmente esposti al Museo del Louvre.
Fino al 1863 si dice non officiata, sebbene vi sia ancora la fossa comune, ma agli inizi del XX secolo il complesso appare completamente rovinato, venendo demolito negli anni 50-60.